# Sidney Hook
Sidney Hook (Brooklyn, 20 de diciembre de 1902-Stanford, 12 de julio de 1989) fue un filósofo estadounidense.
Destacado por sus posiciones políticas anticomunistas, defendidas ya desde la década de la Gran Depresión y más tarde durante la Guerra Fría, fue autor de obras como The Metaphysics of Pragmatism (1927), Toward the Understanding of Karl Marx (1933), From Hegel to Marx (1936), John Dewey: An Intellectual Portrait (1939), The Hero in History (1943) o Pragmatism and the Tragic Sense of Life (1974), entre otras.